# Иванов, Григорий Данилович
Григо́рий Дани́лович Ивано́в (1909 — 1978) — командир отделения разведки 282-го стрелкового полка (175-я стрелковая дивизия, 47-я армия, 1-й Белорусский фронт), младший сержант — на момент представления к награждению орденом Славы 1-й степени.

## Биография
Родился в 1909 году в селе Воронцово-Александровское Ставропольского края.
В 1931—1933 годах проходил службу в Красной Армии. С началом Великой Отечественной войны вновь призван в армию. С августа 1941 года на фронте.
26 марта 1944 года в боях за город Ковель Волынская область в числе первых ворвался во вражескую траншею, забросал гранатами огневую точку противника. 8 апреля 1944 года рядовой Иванов Григорий Данилович награждён орденом Славы 3-й степени.
18 июля со своими подчинёнными под сильным огнём противника проделал четыре прохода в минном поле и проволочном заграждении. Когда был дан сигнал к атаке, разведчики провели по этим проходам все подразделения без потерь и сами устремились вперёд. 31 августа 1944 года младший сержант Иванов Григорий Данилович награждён орденом Славы 2-й степени.
10 сентября действуя в составе группы в районе кирпичного завода и на разъезде Анин 8 км восточнее города Варшава Иванов первым ворвался во вражескую траншею. В критическую минуту боя, когда выбыл из строя командир роты, сержант взял командование ротой на себя и повёл бойцов на штурм вражеских позиций. Рота успешно выполнила боевую задачу.
Указом Президиума Верховного Совета СССР от 24 марта 1945 года за образцовое выполнение заданий командования младший сержант Иванов Григорий Данилович награждён орденом Славы 1-й степени. Стал полным кавалером ордена Славы.
В 1945 году был демобилизован. Вернулся на родину. Скончался 28 июня 1978 года.